# ويليام روس كنودسن
ويليام روس كنودسن (بالإنجليزية: William Ross Knudsen)‏ هو نقابي أمريكي، ولد في 30 سبتمبر 1892 في بيتالوما في الولايات المتحدة، وتوفي في 1977.